# Ctenamerus flagellatus
Ctenamerus flagellatus är en kvalsterart som först beskrevs av Covarrubias 1967.  Ctenamerus flagellatus ingår i släktet Ctenamerus och familjen Ameridae. Inga underarter finns listade i Catalogue of Life.